# Dolo Odo
Dolo Odo este un oraș din Etiopia. În 2007 avea 111.511 de locuitori.